# 伊藤滋 (建築家)
伊藤 滋（いとう しげる、1898年 - 1971年7月4日）は、日本の建築家。鉄道省に所属し大正から昭和にかけて鉄道関連の建築諸施設を手がける。旧国鉄の駅舎建築を主導、駅の近代化と民衆駅方式を提唱。鉄道省建築課長、日本建築学会会長を歴任。建築生産の近代化を推奨し建築経済分野の基礎を築く。工学博士。東京都出身。

## 人物
戦後池袋駅をはじめ多くの民衆駅の企画·設計に関係し、最後に鉄道会館を創立して経営者としての業績でもよく知られ、まとめ役としての能力は特筆すべきものがあったという。戦時体制で伊藤を中心に大村巳代治らとが先ず最初の発起人となって「建築新体制促進同志会」なるものの結成を提唱した時、伊藤の説得力の結果この運動はまず各団体統合をめざすこととなり、建築学会、当時の日本建築士会,大阪の日本建築協会への働きかけとなり、会員は少なかったが堀越三郎会長をはじめ、新体制について熱心に研究していた士会の方々と頻繁に議論をたたかわす。そのうち、この統合運動は同志会を離れ三会で公式にとりあげることとなり、伊藤が中心となり根強い努力の結果、日本の建築界を通じて一つの新団体が生まれることとなった。その名称,定数も内定し、いよいよ正式に発足というところで終戦となりすべてはご破算となった。
翼賛体制に応じれとは別に、当時大学や官公庁ばかりでなく、産業に属する科学技術者を統合して、科学技術者体制は如何にあるべきかを討議する等があり、各分野の人達が集って熱心な討議を重ねた集り
も伊藤が中心となり建築界としての意見を出したが、当時の産業はすべて国の統制下にあり今日考えるような営利企業体ではなかったので,ある意味で全体主義体制内での科学技術者のあり方が打ち出されたが、これらの時発揮した伊藤の組織力は、その後大学教授でないただ一人の学会長として就任
定款の改訂など今日の学会の性格を確立することに大きな力となったのであるという。
鉄道会館が誕生してから日本建築家協会に入会。現在の定款,事業会費の創設などすべて伊藤のまとめたものである。特に協会で今日大きな問題となっているアーキテクトというプロフェッションの考え方についての伊藤の追求の仕方について、伊藤は真向から反対の立場で議論をしかけていた。伊藤の思考方法はまず自分でも考えをもってもそれをすぐ自分の結論としないで、必ず反対の立場に自らをおいて考えて見るというやり方であるという。
その代りに、伊藤の所へはいつもいろんな問题が持ち込まれて来た。そして一応はイヤな顔もせずよく聞いて自分がその仕事なり問題の頼まれれば何でも引受けるというわけではなく、解決に当ることに意義を感じなければ引受けなかった。そして一旦引受けると充分考えを練り自ら動き、トコトンまで熱心に努力する。こうして多くの問題が伊藤の努力で成功し解決したことがしばしばみられた。
こうした伊藤のまとめ役としての手腕は、多くのコンペの委員長、官民の多くの委員会の委員長副委員長(建築審議会、万博その他)を歴任、平たくいえば伊藤はこういう役目につかれることは、結局良い意味でも悪い意味でも自外が利用されるのを承知で引き受けたという。
そしてそれが一般からどう評価しようと、自分の強い責任感にもとづいて誠意をつくした。
そしていつも全力をあげて努力しる責任感の強さがあったという。
この伊藤の力が最も大きく発揮したのは、最後の仕事ともいえる日本建築センターの創立で、まず財界をかけ歩いて資金を集めた苦労からその後の運営にも内外とも苦難の時が続いた。決して人の批評をしたり悪口をいわない伊藤も、この頃は時々親しい人々には鬱憤をもらすようなこともあったという。

## 経歴と作品
1923年、東京帝国大学工学部建築学科卒業。鉄道省工務部建築課配属。戦前期の鉄道省、戦後の運輸省につとめる。1943年から運輸省鉄道総局施設局建築課長。1947年、退職。
1948年「省線電車駅における旅客施設の設計について」で東京帝大・工学博士。同年、日本停車場株式会社取締役副社長。日本建築学会では都市不燃化促進委員をへて1951年、日本建築学会会長。1952年から鉄道会館専務、1961年代表、1965年会長。1954年から1966年まで、日本建築学会建築経済委員会委員長。
1965年、鉄道建築協会会長。株式会社日本建築センター代表取締役、1965年同社理事長、1970年に同社会長。1970年、財団法人日本建築センター評議会会長。
主な代表作品には、富山駅、御茶ノ水駅・旧交通博物館・旧万世橋駅、大阪鉄道管理局庁舎、鉄道省本庁舎、東京駅戦災復興と八重洲口など、国鉄の旅客駅舎多数。また日野駅駅舎の設計者説も濃厚。

## 家族
- 父・伊藤貴志 (1859年生) ‐ 凸版印刷創業者の一人。のち同社社長。元印刷局職員。林田藩士・伊藤貴之の長男。二男五女を儲ける。[2]
- 妹・清子（1893年生） ‐ 牧野良三の妻
- 妹・久江（1895年生） ‐ 京都高等蚕業学校教授・伊藤盛次の妻。盛次（1888年生）は東京帝国大学農科大学農学部卒、東京農業大学講師、鹿児島高等農林学校講師を経て1919年京都高等蚕業学校に転じ、1923年から1926年まで英独米留学。1917年には矢野宗幹らと東京昆蟲学会を設立。[3]
- 妹・利江（1901年生） ‐ 柳沢彰の妻
- 父方叔母・登免（1865年生）‐東京府士族・福富正綱の妻。娘婿の福富正男(1881-1933)は、一宮村 (高知県)の士族・平山清方の二男で、東京帝国大学法科大学法律科を卒業後、帝国鉄道庁書記、鉄道院参事を経て、1914年独米出張、翌年帰国後、西部鉄道管理局庶務課長、鉄道院総裁官房人事課長兼中央教習所長、大臣官房保健課長、名古屋鉄道局長、東京鉄道局長、鉄道省監督局長を歴任し、1929年に退官した。鉄道院副総裁・石丸重美の幕僚時代には名人事課長と謳われた。[4][5]
- 妻・悠（1904年生） ‐ 鉄道技師福島縫次郎の三女[6]。悠の親族には久須美秀三郎、内村鑑三、柳本直太郎、小川正孝らがいる。